# خلیج گوایاکوئیل

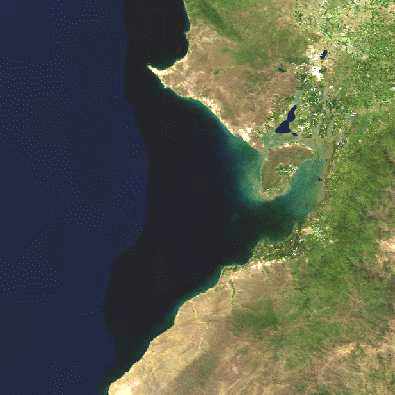
خلیج گوایاکوئیل

خلیج گوایاکوئیل (به اسپانیایی: Golfo de Guayaquil) پهنه بزرگی از آب در بخش غربی آمریکای جنوبی است.
این خلیج بخشی از اقیانوس آرام است.
نقطهٔ شمالی این خلیج، شهر سالیناس در اکوادور و جنوبی‌ترین نقطهٔ آن پونتا پارینیاس (Punta Pariñas) در پرو است.